# Camilla Belle

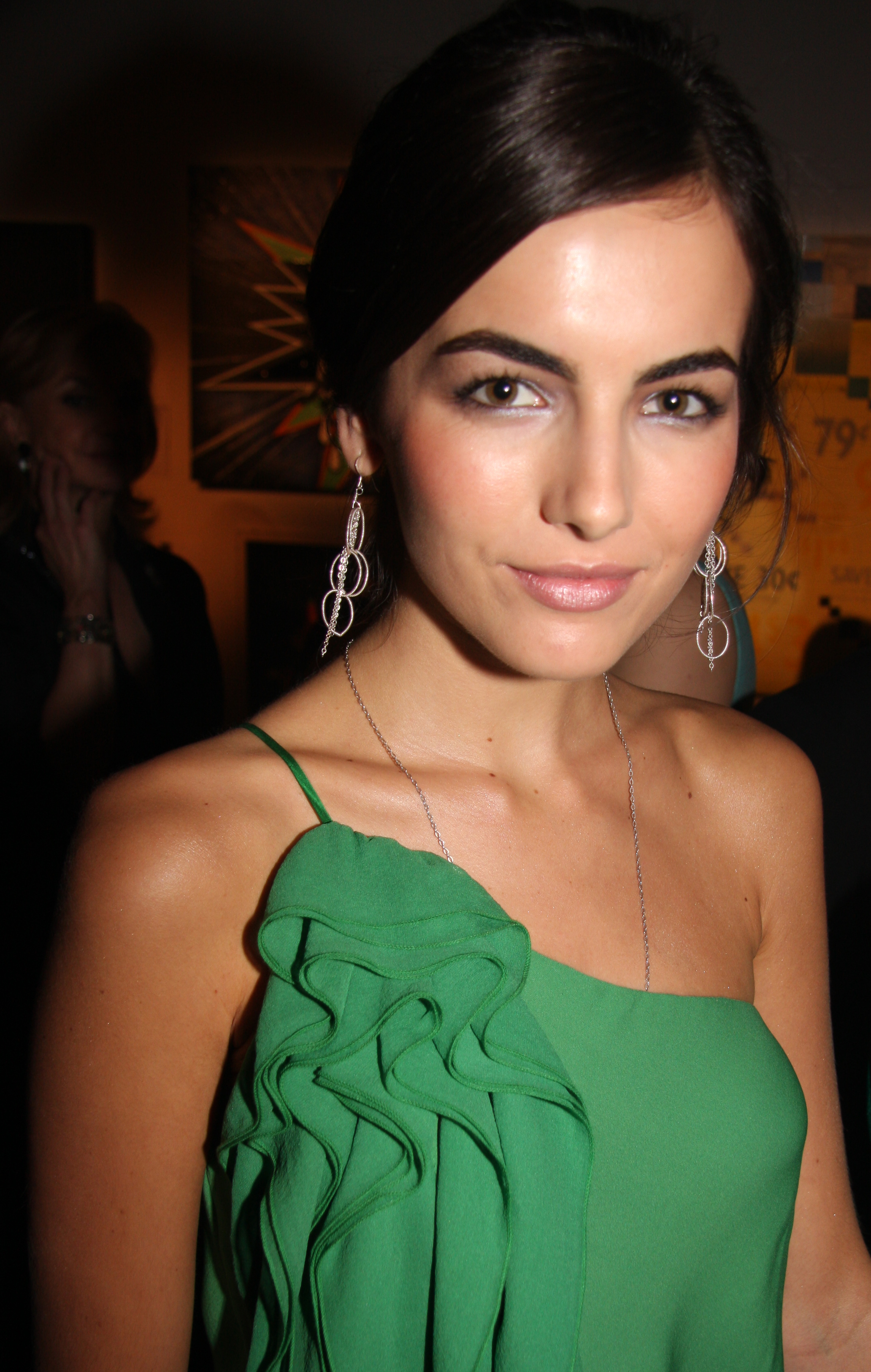
Camilla Belle (2009)

Camilla Belle Routh (* 2. Oktober 1986 in Los Angeles, Kalifornien) ist eine US-amerikanische Schauspielerin.

## Leben und Karriere
Bereits als Kleinkind trat die Tochter einer brasilianischen Mutter und eines US-amerikanischen Vaters in Werbespots auf.
Ab den 1990er-Jahren spielte sie in Fernseh- und Kinofilmen, so 1997 in Steven Spielbergs Vergessene Welt: Jurassic Park und 1998 in The Patriot als Steven Seagals Tochter sowie in Zauberhafte Schwestern mit Sandra Bullock und Nicole Kidman. Ihre ersten Hauptrollen hatte sie 2000 in der Disney-Produktion Surfer Girls und in dem märchenhaften Back to the Secret Garden. 2005 erregte sie die Aufmerksamkeit der Filmkritiker in dem Drama The Ballad of Jack and Rose als rebellische Tochter des dominanten Vaters Daniel Day-Lewis. Auch für The Quiet erhielt sie im selben Jahr gute Kritiken als gehörlose Jugendliche, die in eine Pflegefamilie mit dunklen Geheimnissen gerät. Sie spielte außerdem eine der Hauptrollen in Glück in kleinen Dosen, einem Independent-Melodram des kanadischen Regisseurs Arie Posin. 2006 landete sie in der Rolle der gepeinigten Babysitterin Jill Johnson einen Kassenerfolg mit dem Horror-Thriller Unbekannter Anrufer wie auch 2008 mit der Hauptrolle der Evolet in Roland Emmerichs 10.000 B.C. 2007 drehte sie zusammen mit George Clooney einen Werbespot für Nespresso. 2009 spielte sie an der Seite von Chris Evans, Dakota Fanning und Djimon Hounsou eine der Hauptrollen in dem Superhelden-Thriller Push. Der mit einem moderaten Budget realisierte Streifen erntete überwiegend negative Kritiken und erreichte bei der Kinoauswertung auf dem Heimatmarkt ein Einspielergebnis von ca. 30 Millionen US-Dollar.
Belle trat 2008 im Videoclip zu Lovebug der Jonas Brothers auf und war danach von September desselben Jahres bis Juli 2009 mit dem Bandmitglied Joe Jonas liiert. 2013 hatte sie erneut einen Videoauftritt in Enrique Iglesias Heart Attack.

## Filmografie (Auswahl)
- 1993: Rettet uns – Hilfeschreie unter Trümmern (Trouble Shooters: Trapped Beneath the Earth, Fernsehfilm)
- 1993: Wiegenlied des Schreckens (Empty Cradle, Fernsehfilm)
- 1994: Undercover Sarah (Fernsehfilm)
- 1995: Annie: A Royal Adventure! (Fernsehfilm)
- 1995: Little Princess (A Little Princess)
- 1996: Kalifornia Nightmare (Fernsehfilm)
- 1996: Poison Ivy II – Jung und verführerisch (Poison Ivy II)
- 1997: Vergessene Welt: Jurassic Park (The Lost World: Jurassic Park)
- 1998: The Patriot – Kampf ums Überleben (The Patriot)
- 1998: Walker, Texas Ranger (Fernsehserie)
- 1998: Zauberhafte Schwestern (Practical Magic)
- 1999: Replacing Dad (Fernsehfilm)
- 1999: Secret of the Andes
- 2000: Surfer Girls (Rip Girls)
- 2001: Back to the Secret Garden
- 2001: The Invisible Circus
- 2005: The Ballad of Jack and Rose
- 2005: Glück in kleinen Dosen (The Chumscrubber)
- 2005: The Quiet – Kannst du ein Geheimnis für dich behalten? (The Quiet)
- 2006: Unbekannter Anrufer (When a Stranger Calls)
- 2007: The Trap (Kurzfilm)
- 2008: 10.000 B.C. (10,000 BC)
- 2009: Push
- 2009: À Deriva
- 2010: Selfmade-Dad – Not macht erfinderisch (Father of Invention)
- 2011: From Prada to Nada
- 2011: Breakaway
- 2013: Open Road
- 2013: Cavemen
- 2014: Amapola – Eine Sommernachtsliebe (Amapola)
- 2015: Diablo
- 2015: Open Road  – Wohin wird der Weg sie führen
- 2016: The American Side
- 2016: Sundown
- 2017: The Mad Whale
- 2019: Dollface (Fernsehserie)
- 2022: Liebe lügt nie (10 Truths About Love)
- 2022: Carter (Kateo, südkoreanischer Spielfilm)[6]
- seit 2022: Law & Order: Organized Crime (Fernsehserie)